# Saxon Sharbino
Saxon Paige Sharbino (Lewisville (Texas), 11 juni 1999) is een Amerikaanse actrice.

## Biografie
Sharbino werd geboren in Lewisville (Texas) als oudere zus van actrice Brighton en acteur Sawyer. Zij begon op negenjarige leeftijd met acteren, en in 2013 verhuisde zij met haar familie naar Los Angeles voor haar acteercarrière.
Sharbino begon als jeugdactrice in 2008 met acteren in de televisieserie Friday Night Lights, waarna zij nog meerdere rollen speelde in televisieseries en films. In 2015 speelde zij een rol in de film Poltergeist, hiervoor werd zij in 2016 genomineerd voor een Young Artist Award in de categorie Beste Optreden door een Jeugdige Actrice.

## Filmografie

### Films
- 2010 Red White & Blue - als dochter van Ed
- 2010 Earthling - als jonge Joy
- 2010 I Spit on Your Grave - als Chastity Storch
- 2010 Cool Dog - als Sharon
- 2011 Julia X - als jonge Julia
- 2012 Rogue - als Jane Forsythe
- 2013 Trust Me - als Lydia
- 2015 Poltergeist - als Kendra Bowen
- 2016 Bedeviled - als Alice Gorman
- 2017 Stalker's Prey - als Laura Wilcox
- 2018 Urban Country - als Sax
- 2019 Beyond the Law - als Charlotte Bayles
- 2020 Secrets in the Air - als Lauren

### Televisieseries
Uitgezonderd eenmalige gastrollen.
- 2013 Touch - als Amelia Robbins - 13 afl.
- 2016-2017 Love - als Simone - 4 afl.
- 2017 American Vandal - als Sarah Pearson - 3 afl.
- 2017 Freakish - als Anka - 9 afl.
- 2021 Burb Patrol - als Zoe Riley - 3 afl.

- Gemeinsame Normdatei: 1208311387
- International Standard Name Identifier: 0000 0005 0054 6000
- Library of Congress Control Number: no2019102115
- Virtual International Authority File: 2716152331601903260006
- WorldCat: E39PBJdct9Jd9mtdCkwjCXtMyd